# Proplerodia
Proplerodia – rodzaj chrząszczy z rodziny kózkowatych i podrodziny zgrzypikowych.

## Zasięg występowania
Przedstawiciele tego rodzaju występują w Ameryce Południowej, w południowej Brazylii oraz Boliwii.

## Systematyka
Do Proplerodia należą 2 gatunki:
- Proplerodia goyana
- Proplerodia piriana